# Метревели, Блейз
Блейз Флоренс Метревели (англ. Blaise Florence Metreweli; род. 30 июля 1977 года) — британская государственная служащая, действующая генеральный директор по вопросам технологий и инноваций в MI6 (Секретной разведывательной службе). 16 июня 2025 года была официально назначена на пост главы MI6, который займёт 1 октября 2025 года: она станет первой женщиной во главе MI6 за всю 116-летнюю историю существования.

## Происхождение
Блейз Флоренс Метревели родилась 30 июля 1977 года.
Её отец — Константин Метревели (англ. Constantine Metreweli), урождённый Константин Константинович Добровольский — родился в 1943 году в Сновске, натурализованный гражданин Великобритании, врач-радиолог, профессор и председатель кафедры диагностической радиологии Китайского университета Гонконга, автор ряда научных работ Служил в британской армии, проходил клиническую ординатуру в Эр-Рияде в 1982—1985 годах. Фамилию Метревели (груз. მეტრეველი) получил от своего приёмного отца-грузина Давида Метревели.
Мать отца — Варвара (Барбара) Добровольская. После Второй мировой войны  вышла замуж за грузина Давида Метревели. В анкете перед регистрацией брака указала, что была на тот момент вдовой. Первый муж Варвары Добровольской, Константин Августинович Добровольский, дед Блейз, родился в помещичьей семье в Черниговской губернии в 1906 году, был репрессирован; во время войны, служа в РККА, перешел на сторону вермахта, став хиви, а затем служил в тайной полевой полиции.

## Карьера
Блейз Метревели училась в Вестминстерской школе, была капитаном школы. В 1998 году окончила Пемброк-колледж Кембриджского университета, где изучала антропологию. С 1999 года работает в MI6, в первые годы карьеры много работала на Ближнем Востоке, во время присутствия британского контингента в Афганистане и Ираке. Занималась непосредственно разведкой, также занимала руководящие должности в MI5. Специализировалась на антитеррористической деятельности и угрозах национальной безопасности (в качестве основных противников Великобритании рассматривались Россия и Китай). В 2000—2003 годах — под-второй секретарь посольства Великобритании в ОАЭ по экономическим вопросам.
По состоянию на конец 2021 года занимала должность директора контрразведывательной службы («K»), занимавшейся борьбой против разведслужб основных противников. На июнь 2025 года занимала должность директора по технологиям и инновациям («Q»). На тот момент три из четырёх директоров основных отделов MI6 были женщинами. Несколько раз под псевдонимами давала интервью британским СМИ: в 2021 году газете The Telegraph (псевдоним Director K), в 2022 году — газете Financial Times (псевдоним Ada).
В июне 2025 года премьер-министр Великобритании Кир Стармер объявил о назначении Метревели главой MI6 c осени этого года: она должна будет сменить на этом посту сэра Ричарда Мура в октябре. Её кандидатуру выбрали из четырёх человек, среди которых была Барбара Вудворд из Форин-офиса. Метревели станет первой женщиной во главе MI6 и третьей главой MI6-выпускником Пемброук-колледжа.

## Личная жизнь
Увлекается академической греблей, участвовала в 1997 году в традиционной регате Оксфорд — Кембридж среди женских экипажей и одержала победу в той гонке. Во время учёбы выступала в одном экипаже с будущими участницами Олимпийских игр — Сарой Уинклесс, Франческой Дзино и Элисон Моубрей. В 2024 и 2025 годах участвовала в женских ветеранских гонках за команду Кембриджа.
Свободно владеет арабским. Есть дети.

## Награды
В 2024 году удостоена звания компаньона ордена Святого Михаила и Святого Георгия за заслуги перед британской внешней политикой.

## Комментарии
1. ↑  По другим данным — 1978[3]